# زیمکس اوییشن
زیمکس اوییشن (به انگلیسی: Zimex Aviation) یک شرکت هواپیمایی با کد یاتا C4 است که در تاریخ ۱۹۶۹ میلادی تأسیس شده‌است. دفتر مرکزی زیمکس اوییشن در فرودگاه زوریخ اوپفیکون، سوئیس واقع شده‌است.
زیمکس اوییشن قدیمی ترین شرکت هواپیمایی در سوئیس است (طبق FOCA)و مقر اصلی آن در فرودگاه بازل-مولوز-فرایبورگ اروپا در شهر بازل است. مرکز تأسیسات تعمیر و نگهداری (MRO) در فرودگاه سنت گالن و در صوفیه، پایتخت بلغارستان واقع شده است.